# Al-Arabi Sports Club
L'Al-Arabi Sports Club (in arabo النادي العربي الرياضي‎?) è una società polisportiva qatariota di Doha, nota soprattutto per la sua squadra di calcio, militante nella Qatar Stars League, la massima divisione del campionato qatariota di calcio.
Fondato nel 1952, ha vinto 7 titoli nazionali ed è la compagine più sostenuta del paese in termini di tifosi. Il club colse il primo successo nel 1978, vincendo la Coppa dell'Emiro del Qatar. Ha mietuto vari successi negli anni '80 e negli anni '90 del XX secolo. L'epoca d'oro della squadra coincide proprio con questi due decenni, in cui vinse 17 trofei.
Disputa le partite interne allo stadio Grand Hamad di Doha, impianto da 13.000 posti, e vive un'accesa rivalità con l'Al-Rayyan
L'Al-Arabi ha annoverato negli anni giocatori di fama internazionale a fine carriera. Tra i più celebri Gabriel Batistuta, Stefan Effenberg, Karim Ziani, Taribo West e Marco Verratti.
La formazione di pallavolo, l'omonima Al-Arabi Sports Club, ha partecipato nel 2009 alla Coppa del mondo per club FIVB.

## Allenatori

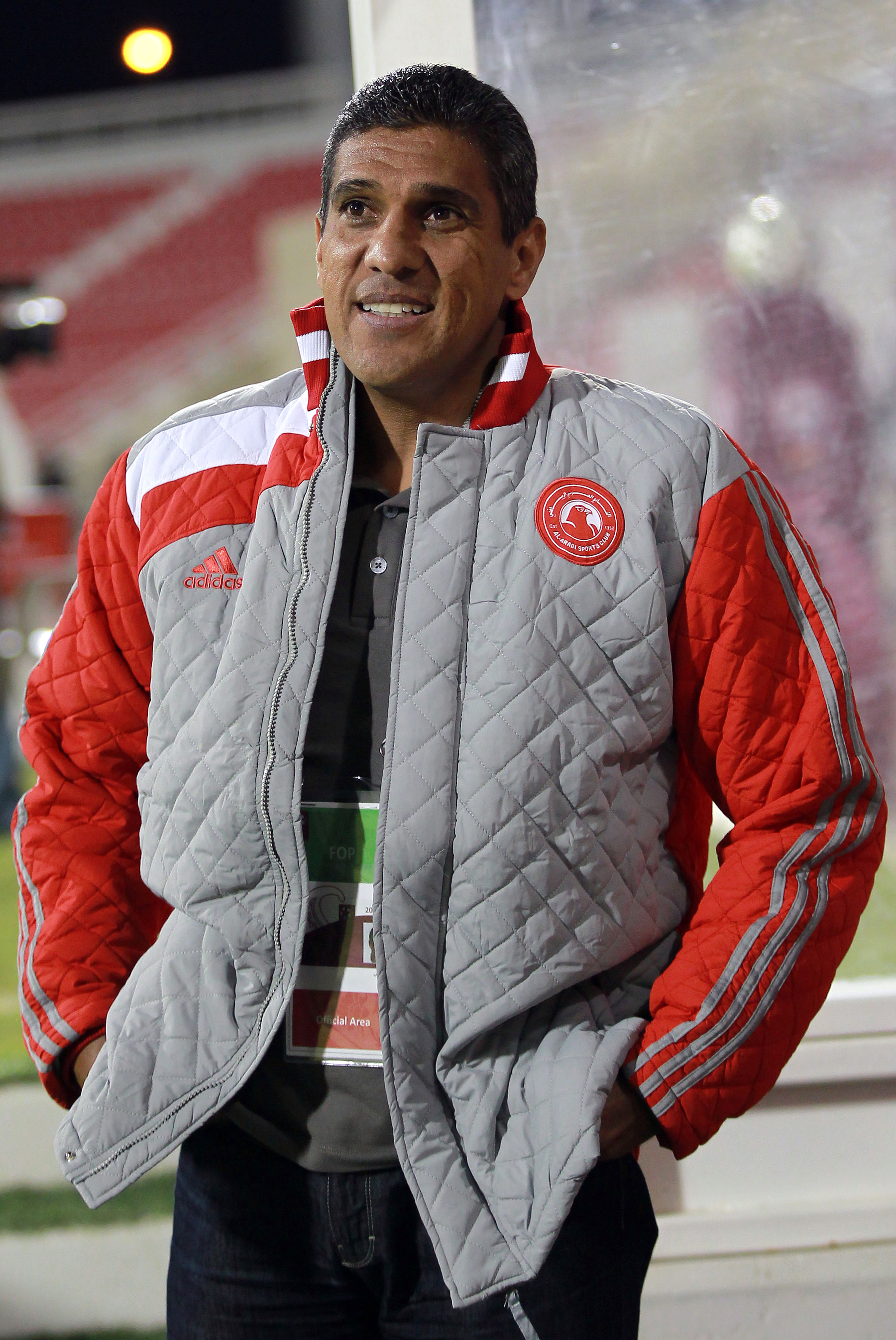
Paulo Silas

- 1977-1978  Abdul Ameer Zainal
- 1981-1983  Procópio Cardoso
- 1983-1984  João Francisco
- 1984-1986  Sebastião
- 1992  Zé Mário
- 1992-1993  Colin Addison
- 1993  Zé Mário
- 1993-1994  René Simões
- 1995-1996  Akram Ahmad
- 1996-1997  Abdullah Saad
- 1997-1998  Džemaludin Mušović
- 1998-1999  Anatoliy Azarenkov
- 1999   Fuad Muzurović
- 1999-2000  Ednaldo Patricio
- 2000  Luis Santibáñez
- 2000-2001  Adnan Dirjal
- 2002  Stefano Impagliazzo
- 2002-2003  Slobodan Santrač
- 2003  Carlos Roberto Pereira
- 2003  Cabralzinho
- 2003-2005  Wolfgang Sidka
- 2005-2006  Ilie Balaci
- 2006  Henri Michel
- 2006-2007  Srećko Juričić
- 2007  Abdullah Saad
- 2007-2008  José Romão
- 2008  Adilson Fernandes
- 2008  Zé Mário
- 2008-2010  Uli Stielike
- 2010-2011  Péricles Chamusca
- 2011-2012  Paulo Silas
- 2012  Abdullah Saad
- 2012  Pierre Lechantre
- 2012  Abdelaziz Bennij*
- 2012  Hassan Shehata
- 2012-2013  Abdelaziz Bennij
- 2013-2014  Uli Stielike
- 2014  Paulo César Gusmão
- 2014  Dan Petrescu
- 2014-2015  José Daniel Carreño
- 2015-2016  Gianfranco Zola
- 2017  Kais Yâakoubi
- 2017-2018  Luka Bonačić
- 2018-2021  Heimir Hallgrímsson
- 2021-  Younes Ali

## Calciatori
| Africa - Lakhdar Belloumi - Jérémie N'Jock - Dennis Oliech - Bouchaib El Moubarki - Taribo West - Arafat Djako | Asia - Tony Popović - Hadi Aghili - Bassim Abbas - Mubarak Mustafa - Ibrahim Al-Ghanim - Ahmed Faris Al-Binali - Abdulaziz Karim - Abdulaziz Hatem - Musa Haroon |  | Europa - Stefan Effenberg - João Tomás - Mirel Rădoi - Fabijan Cipot - Blaise Nkufo - Marco Verratti | Sud America - Gabriel Batistuta - Claudio Caniggia - Leonardo Pisculichi - Paulinho - Wanderley - Iván Hurtado |

## Statistiche e record

### Risultati nelle competizioni internazionali
- AFC Champions League: 6 partecipazioni

1986: Fase a gironi
1992-1993:  Primo turno
1995: Secondo posto
1996: Fase a gironi
1999: Primo turno
2012: Fase a gironi
- Coppa delle Coppe dell'AFC: 2 partecipazioni

1990-1991: Secondo turno
1993-1994: Semifinale

## Palmarès

### Competizioni nazionali
- Qatar Stars League: 7

1983, 1985, 1991, 1993, 1994, 1996, 1997
- Coppa dell'Emiro del Qatar: 9

1978, 1979, 1980, 1983, 1984, 1989, 1990, 1993, 2023
- Coppa del Principe della Corona del Qatar: 1

1997
- Coppa dello Sceicco Jassem: 6

1980, 1982, 1994, 2008, 2010, 2011

### Altri titoli
- Qatar-UAE Super Cup

2023-2024

### Altri piazzamenti
- Qatar Stars League:

Secondo posto: 2000-2001, 2022-2023
Terzo posto: 1983-1984, 2003-2004, 2005-2006, 2009-2010
- Coppa dell'Emiro del Qatar:

Finalista: 1975-1976, 1985-1986, 1990-1991, 1993-1994, 2019-2020
- Coppa delle Stelle del Qatar:

Finalista: 2012-2013, 2019-2020, 2023-2024
- AFC Champions League:

Finalista: 1994-1995
- Coppa delle Coppe dell'AFC:

Semifinalista: 1993-1994
- Coppa dei Campioni del Golfo:

Quarto posto: 1993

## Organico

### Rosa 2024-2025

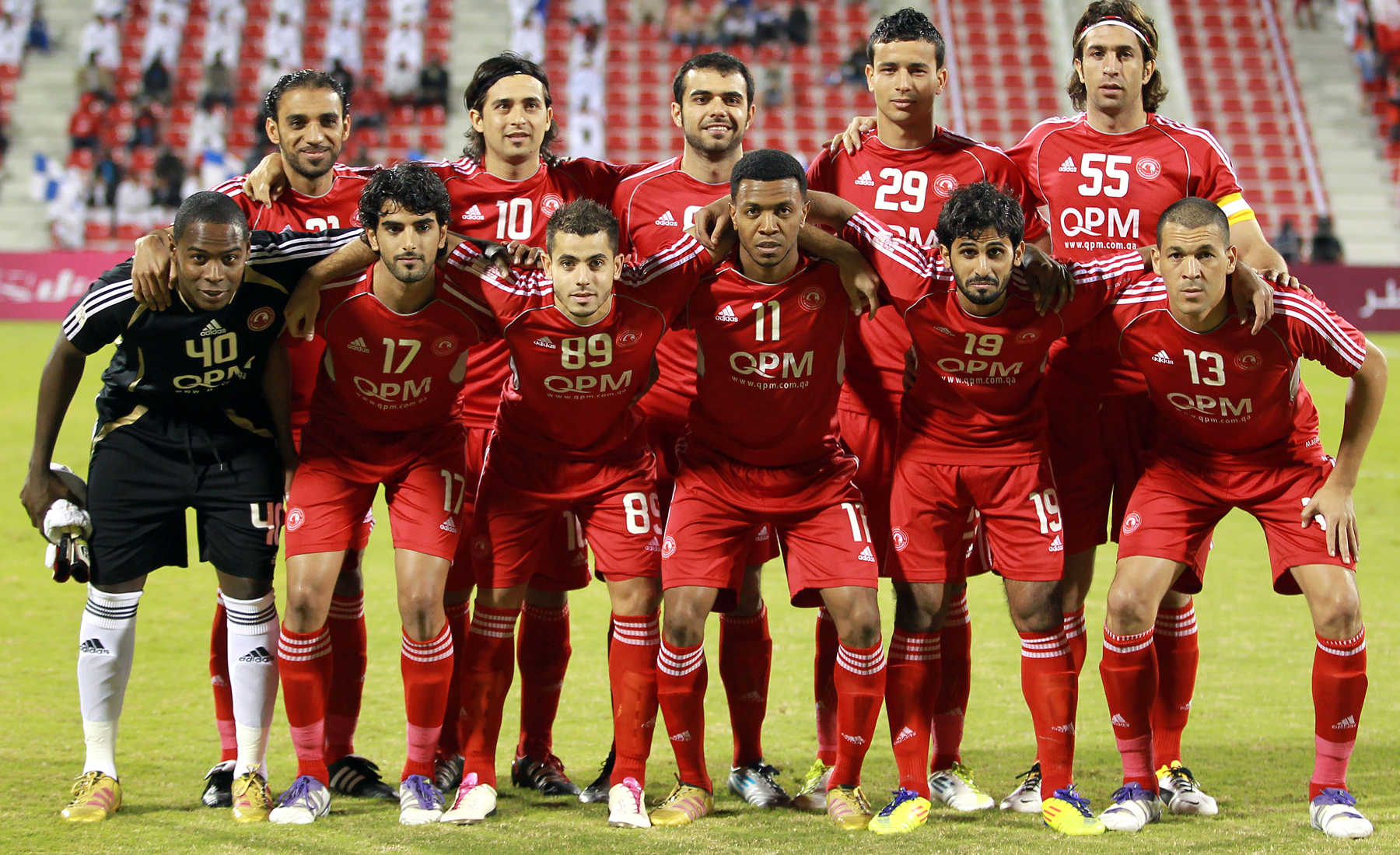
La squadra nel giugno 2014.

| N. |                      | Ruolo | Calciatore          |
| -- | -------------------- | ----- | ------------------- |
| 2  | Qatar (bandiera)     | D     | Yousef Muftah       |
| 4  | Qatar (bandiera)     | C     | Abdulrahman Anad    |
| 5  | Spagna (bandiera)    | D     | Simo                |
| 6  | Qatar (bandiera)     | C     | Abdullah Marafee    |
| 7  | Italia (bandiera)    | C     | Marco Verratti      |
| 8  | Qatar (bandiera)     | C     | Ahmed Fatehi        |
| 9  | Siria (bandiera)     | A     | Omar Al Somah       |
| 10 | Spagna (bandiera)    | C     | Rodri               |
| 11 | Giordania (bandiera) | C     | Yazan Al-Naimat     |
| 13 | Qatar (bandiera)     | D     | Mohammed Alaaeldin  |
| 14 | Qatar (bandiera)     | D     | Helal Mohammed      |
| 15 | Qatar (bandiera)     | D     | Jassem Gaber        |
| 16 | Qatar (bandiera)     | D     | Abdullah Al-Sulaiti |
| 17 | Qatar (bandiera)     | A     | Ahmed Alaaeldin     |

| N. |                    | Ruolo | Calciatore           |
| -- | ------------------ | ----- | -------------------- |
| 18 | Qatar (bandiera)   | D     | Ibrahim Al-Saeed     |
| 20 | Qatar (bandiera)   | C     | Luiz Júnior          |
| 21 | Qatar (bandiera)   | P     | Mahmud Abunada       |
| 22 | Senegal (bandiera) | D     | Abdou Diallo         |
| 23 | Qatar (bandiera)   | D     | Fahad Al-Abdulrahman |
| 24 | Qatar (bandiera)   | A     | Abdullah Murisi      |
| 27 | Qatar (bandiera)   | C     | Ahmed Moein          |
| 28 | Tunisia (bandiera) | C     | Youssef Msakni       |
| 30 | Qatar (bandiera)   | P     | Noureldin Mohammed   |
| 31 | Qatar (bandiera)   | P     | Jassem Al-Hail       |
| 34 | Qatar (bandiera)   | C     | Abdullah Faroun      |
| 35 | Sudan (bandiera)   | P     | Ibrahim Bakri        |
| 80 | Francia (bandiera) | A     | Isaac Lihadji        |
| 99 | Qatar (bandiera)   | A     | Rami Suhail          |